# Hylophilus
Hylophilus is een geslacht van zangvogels uit de familie vireo's (Vireonidae).

## Soorten
Het geslacht kent de volgende soorten:
- Hylophilus amaurocephalus  – Grijsoogvireo
- Hylophilus brunneiceps  – Bruinkopvireo
- Hylophilus flavipes  – Struikvireo
- Hylophilus olivaceus  – Olijfvireo
- Hylophilus pectoralis  – Grijskopvireo
- Hylophilus poicilotis  – Roestkruinvireo
- Hylophilus semicinereus  – Grijsnekvireo
- Hylophilus thoracicus  – Citroenborstvireo